# Президентские выборы в Гватемале (1916)
Президентские выборы в Гватемале проходили 17 января 1916 года. Вновь, как и на предыдущих выборах, Мануэль Эстрада Кабрера был единственным кандидатом. Тем не менее, избирателей приводили на избирательные участки под конвоем военных, где они могли проголосовать только за Кабреру. Он начал свой четвёртый срок 15 марта 1916 года.

## Результаты
| Кандидат                           | Партия                             | Голоса  | %   |
| ---------------------------------- | ---------------------------------- | ------- | --- |
| Мануэль Эстрада Кабрера            | Либеральная партия                 | 551 145 | 100 |
| Недействительных/пустых бюллетеней | Недействительных/пустых бюллетеней |         | –   |
| Всего                              | Всего                              | 551 145 | 100 |
| Источник: Information Annual, 1916 |                                    |         |     |